# 浜松修学舎中学校・高等学校
浜松修学舎中学校・高等学校（はままつしゅうがくしゃちゅうがっこう・こうとうがっこう、Hamamatsu Shugakusha Junior High School & High School）は、静岡県浜松市中央区向宿二丁目に所在し、中高一貫教育を提供する私立中学校・高等学校。

## 沿革
- 1929年11月27日 - 芥田菊太郎により、4年制甲種実業学校の「浜松女子商業学校」として創立。
- 1930年11月 - 現在地に移転。
- 1944年 - 財団法人芥田学園認可。
- 1948年4月1日 - 浜松女子商業高等学校となる。
- 1950年 - 学校法人芥田学園認可。
- 1990年4月1日 - 浜松女子高等学校と改称。
- 1997年4月1日 - 芥田学園高等学校と改称。
- 1999年4月1日 - 全学科において男女共学になる。
- 2005年4月1日 - 「普通科福祉コース」を「福祉科」に改める。
- 2012年4月1日 - 浜松修学舎中学校・高等学校と改称。
- 2016年4月1日 - 「普通科」を「夢みらい科(普通科)」に改める。
- 2020年2月 - 新校舎3号館完成。
- 2022年4月 - 新校舎完成・新学科開始。

## 設置形態

### 中学校
浜松修学舎中学校には、次のコースが設置されている。
- 看護科アドバンストコース

### 高等学校
全日制課程、次の２科を設置している。
- 夢みらい科(普通科)
  - 特別進学コース
  - 進学クラス
  - ビジネスキャリアコース
- 5年一貫看護科・看護専攻科

## アクセス
- 遠鉄バス90・96掛塚さなる台線「浜松修学舎入口」停留所から徒歩約3分。
- 遠鉄バス91鶴見富塚じゅんかん「浜松修学舎」停留所から徒歩約2分。

## 校歌
- 現在の校歌は、作詞は宮下祐一、作曲は小山章三。

## 学校行事
- 4月
  - 入学式
  - 対面式
  - 授業参観
- 5月
  - 中間試験
  - 高一集団訓練
- 6月
  - 文化祭

- 7月
  - 期末試験
  - 合唱祭
- 8月
  - 後期夏期講座
  - 体験入学
  - インターンシップ
- 9月
- 10月
  - 中間試験
  - 修学旅行（高2）

- 11月
  - 文化祭
  - 創立記念日
  - 体験入学
- 12月
  - 期末テスト
- 1月
  - 学年末試験（高3）
- 2月
  - 高校入試
  - 卒業生を送る会
- 3月
  - 卒業式
  - 学年末試験
  - 春季講座

カフェテラス
体育館
夢みらい館（武道場、卓球場）
中庭テニスコート
総合グラウンド

テニスコート

## 部活動
運動部
- 高校硬式野球
- 中学硬式野球
- 卓球（男女）
- 空手道（男女）
- トランポリン（男女）
- ソフトテニス（男女）
- サッカー（男子）
- 陸上競技（男子）
- バレーボール（男子）
- 柔道

文化部
- 吹奏楽
- カルチャー（茶道、華道）
- ダンス
- 書道
- ワープロ・パソコン
- 自然科学
- 美術
- 郷土芸能（太鼓）
- ギター部（軽音楽）